# Euriphene eos
Euriphene eos är en fjärilsart som beskrevs av Johannes Karl Max Röber 1936. Euriphene eos ingår i släktet Euriphene och familjen praktfjärilar. Inga underarter finns listade i Catalogue of Life.